# Гадюка Лотієва
Гадюка Лотієва (Vipera lotievi) — отруйна змія з роду Гадюка родини Гадюкові.

## Опис
Загальна довжина досягає 50—60 см. Голова велика, зверху злегка опукла або пласка, добре відмежована від тулуба шийним перехопленням. Черевних щитків від 138 до 144. Підхвостових щитків у самців — 33-38 пар, а у самиць — 23-27 пар. Навколо середини тулуба є 19-21 рядок луски.
Забарвлення тулуба сіро-коричневе або сірувато-зеленувате. Виділяються два типи малюнка верхньої сторони тулуба: перший — з темним зигзагом та другий — бронзова форма з широкою поздовжньою смугою, іноді ледь помітною на світло-бронзовому тлі.

## Спосіб життя
Полюбляє схили гір з ксерофітною рослинністю, гірські улоговини, кам'яні розсипи. Зустрічається на висоті від 1200 до 1800 м над рівнем моря. Харчується дрібними гризунами, ящірками і прямокрилими.
Отруйна, як і інші гадюкові змії. Отрута гемолітичної дії (впливає на кров і кровотворні органи). Укуси становлять велику небезпеку для домашніх тварин і людини.
Це живородна змія. Самиця народжує до 20 дитинчат.

## Розповсюдження
Мешкає у Грузії та північнокавказьких республіках Росії.